# Catheux
Catheux település Franciaországban, Oise megyében. Lakosainak száma 101 fő (2022. január 1.). Catheux Choqueuse-les-Bénards, Crèvecœur-le-Grand, Fontaine-Bonneleau, Le Gallet, Hétomesnil, Lavacquerie, Le Mesnil-Conteville és Le Saulchoy községekkel határos.

## Népesség
A település népességének változása:
| Lakosok száma | 116  | 114  | 111  | 109  | 107  | 106  | 104  | 103  | 101  |
|               | 2013 | 2015 | 2016 | 2017 | 2018 | 2019 | 2020 | 2021 | 2022 |